# Stenygra holmgreni
Stenygra holmgreni là một loài bọ cánh cứng trong họ Cerambycidae.